# Museu Boijmans Van Beuningen

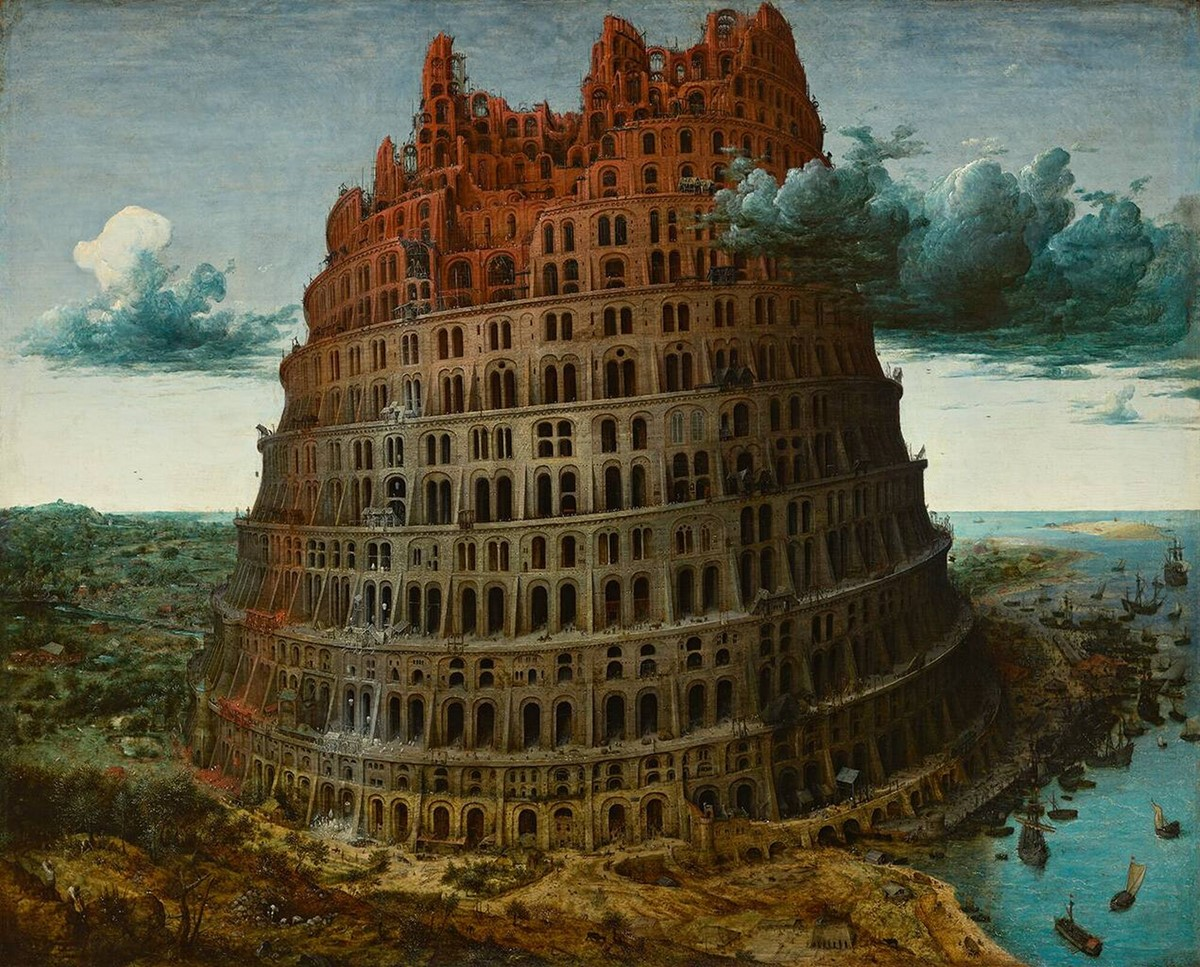
La petita Torre de Babel, de Pieter Brueghel el Vell, possiblement l'obra més coneguda del museu

El Museu Boijmans Van Beuningen (en neerlandès, Museum Boijmans Van Beuningen) és el principal museu d'art a Rotterdam, als Països Baixos. El seu fons comprèn des de l'art europeu medieval fins a l'art modern.
El Museu Boijmans de Rotterdam va rebre el llegat de l'industrial i col·leccionista neerlandès Daniel George Van Beuningen (1877-1955), passant a anomenar-se Museu Boijmans Van Beuningen.

## Col·lecció
Entre altres obres, s'exhibeixen en aquest museu: 
- Hubert van Eyck: Les Tres Maries davant el sepulcre (principis segle XV)
- Hans Memling: Representació legòrica de dos cavalls (h. 1475)
- Hieronymus Bosch:  Sant Cristòfol (1504-1505); El caminant (h. 1510)
- Quentin Metsys: Maria amb el Nen Jesús davant un paisatge (primer terç segle xvi)
- Brueghel: La "petita" Torre de Babel
- Tintoretto: Les verges sàvies i les verges nècies (segona meitat segle xvi)
- Willem Heda: Bodegó (1634)
- Alfred Sisley: Hort a la primavera (1881)
- Franz Marc: El be (1913-1914)
- Salvador Dalí: Shirley Temple (1939); La Cara de la guerra (1940).

Celebra exposicions temporals, com la de René Magritte (1967, poc abans de morir), la col·lectiva en què va intervenir el pintor juliol Galán (1987), o la del videoartista Matthew Barney (1995).

## Galeria

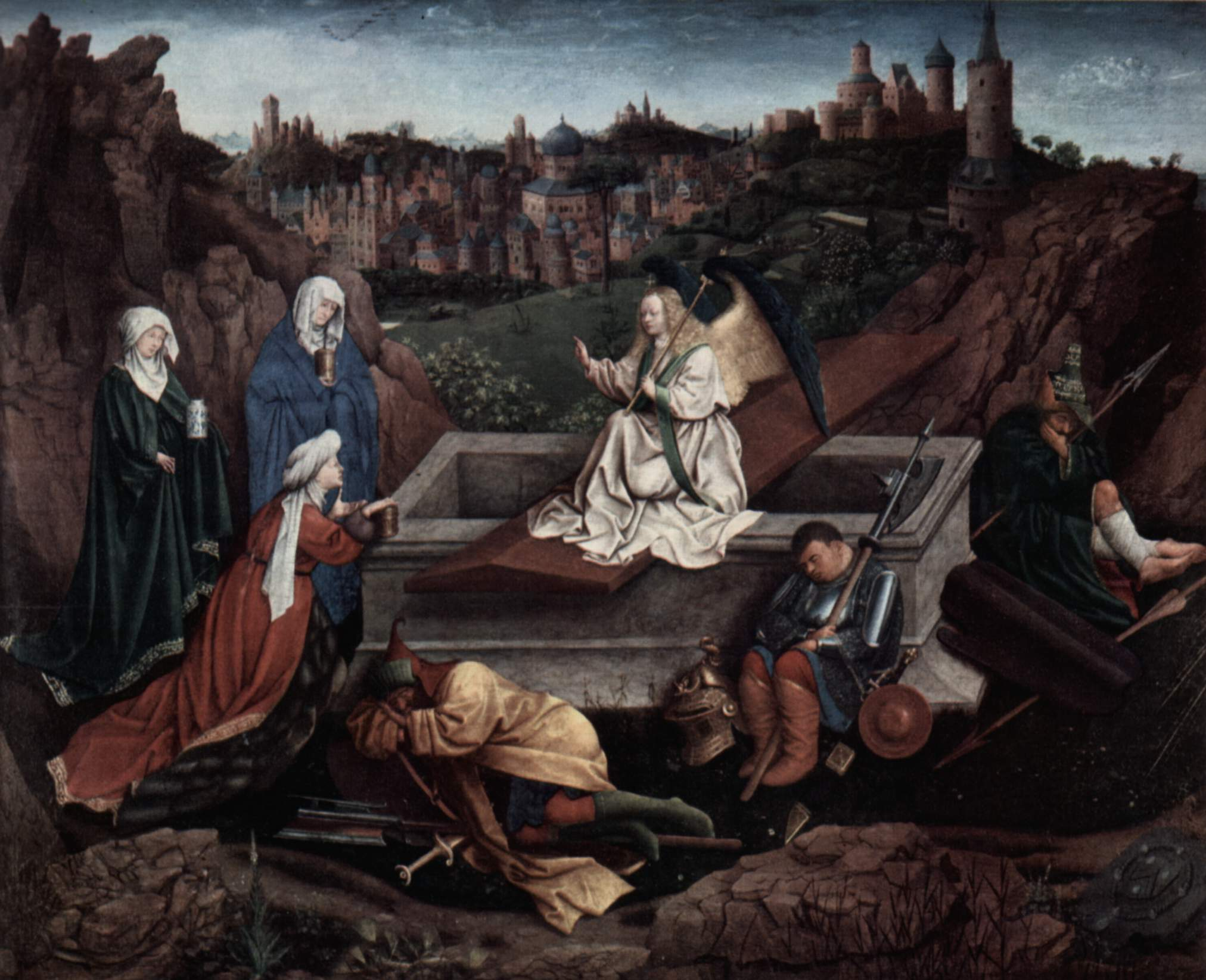
Les tres Maries davant el sepulcre de Crist, de Hubert van Eyck
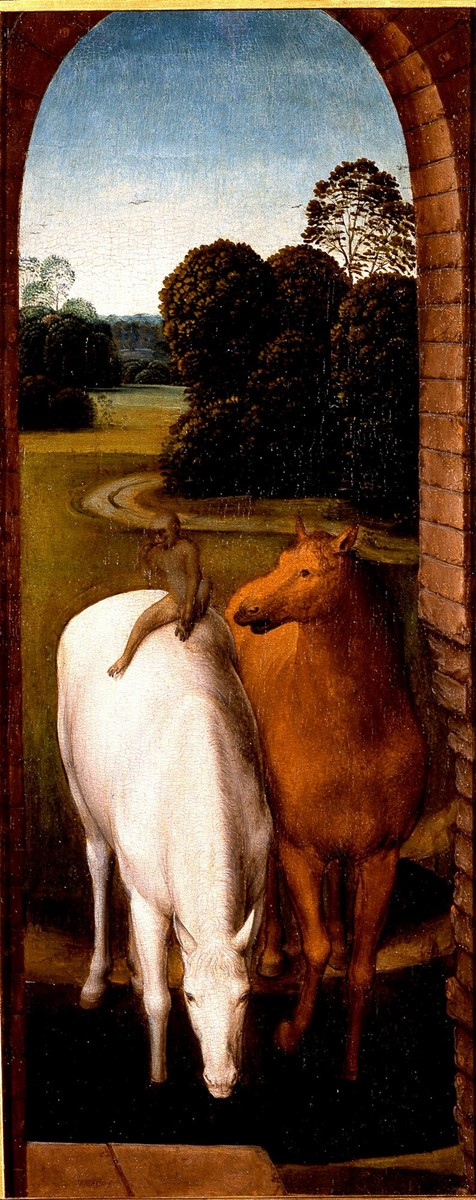
Representació legòrica de dos cavalls, de Hans Memling
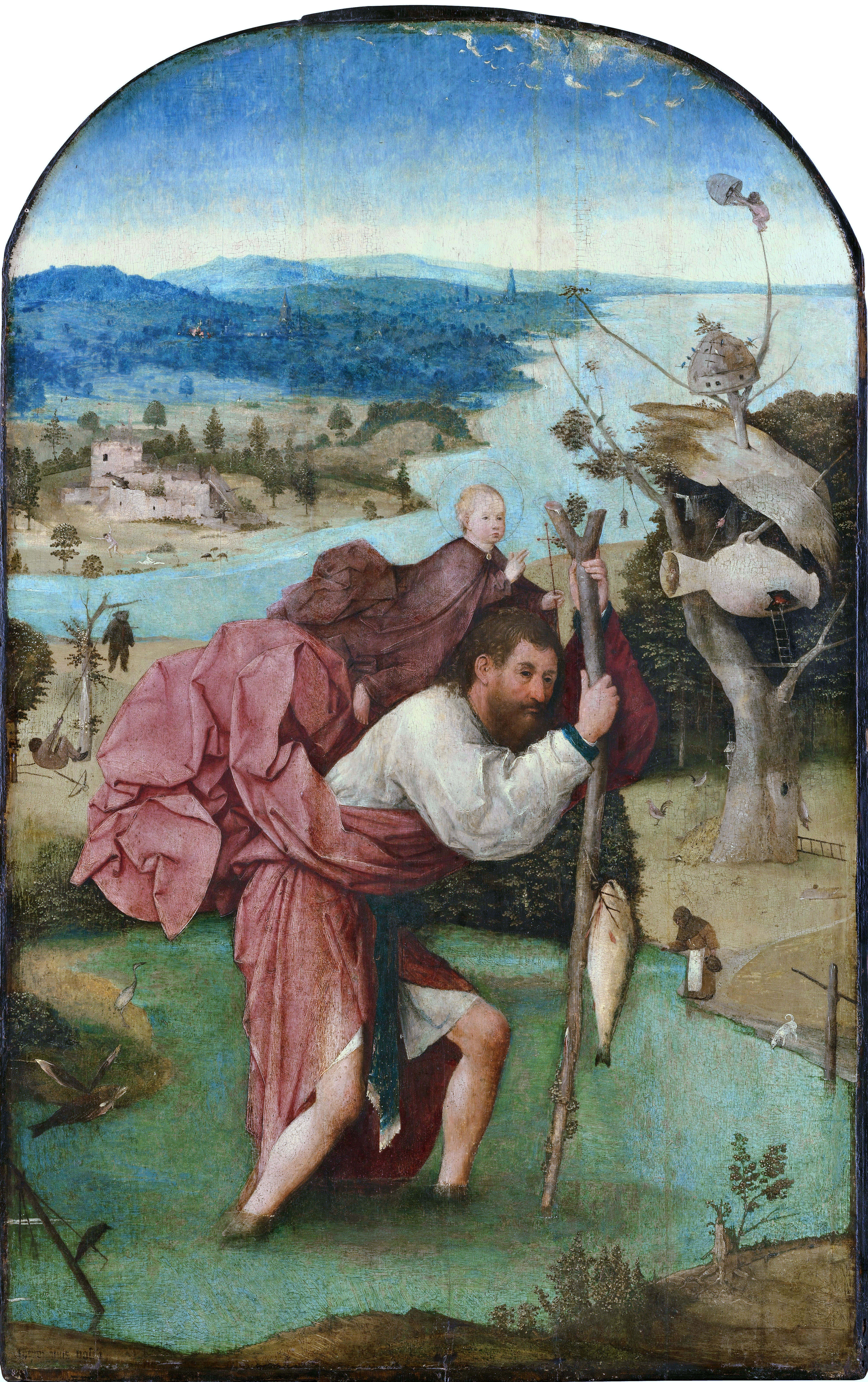
Sant Cristòfol, de El Bosco
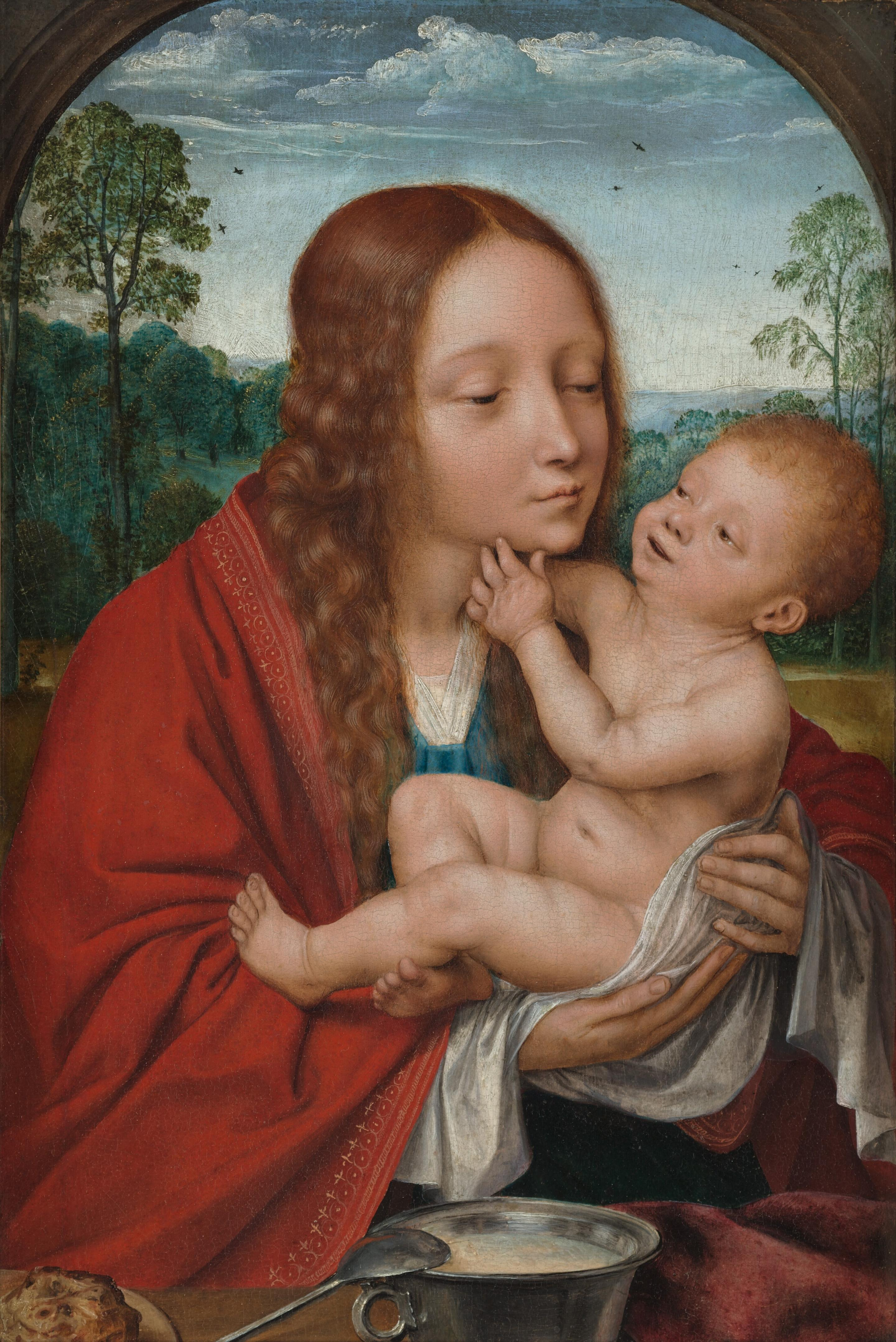
Maria amb el Nen Jesús davant un paisatge, de Quentin Metsys
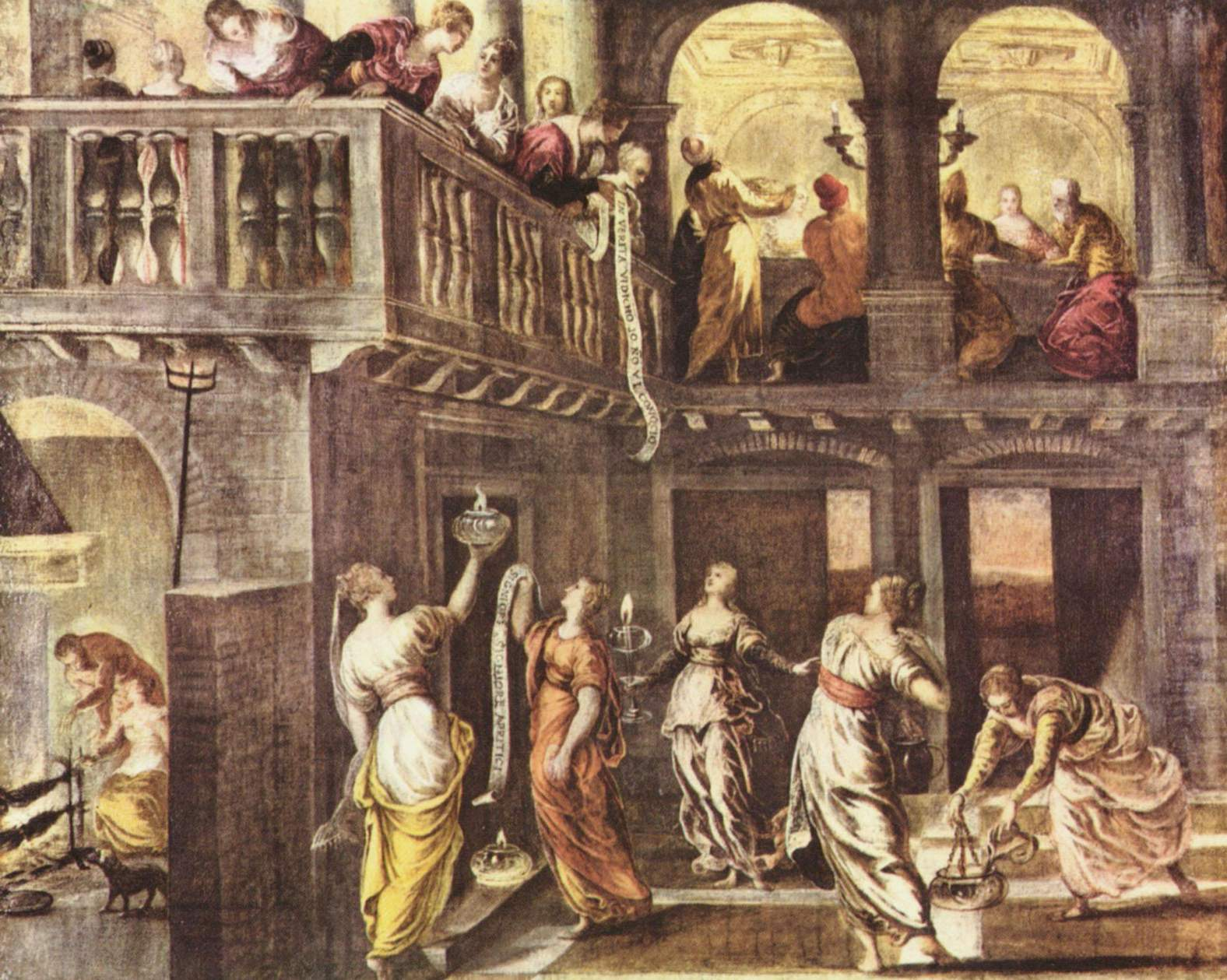
Les verges sàvies i les verges nècies, de Tintoretto
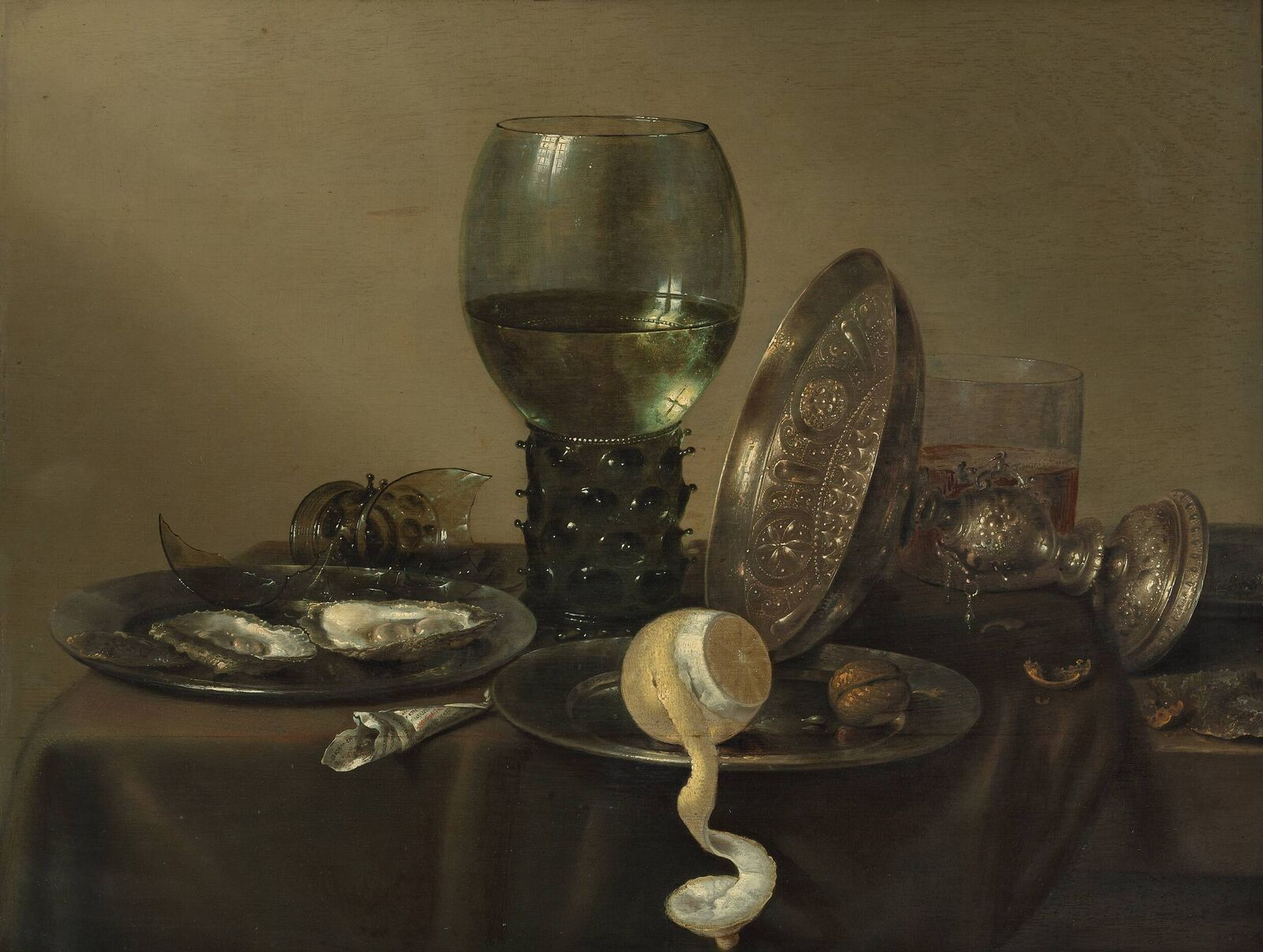
Bodegó, de Willem Heda
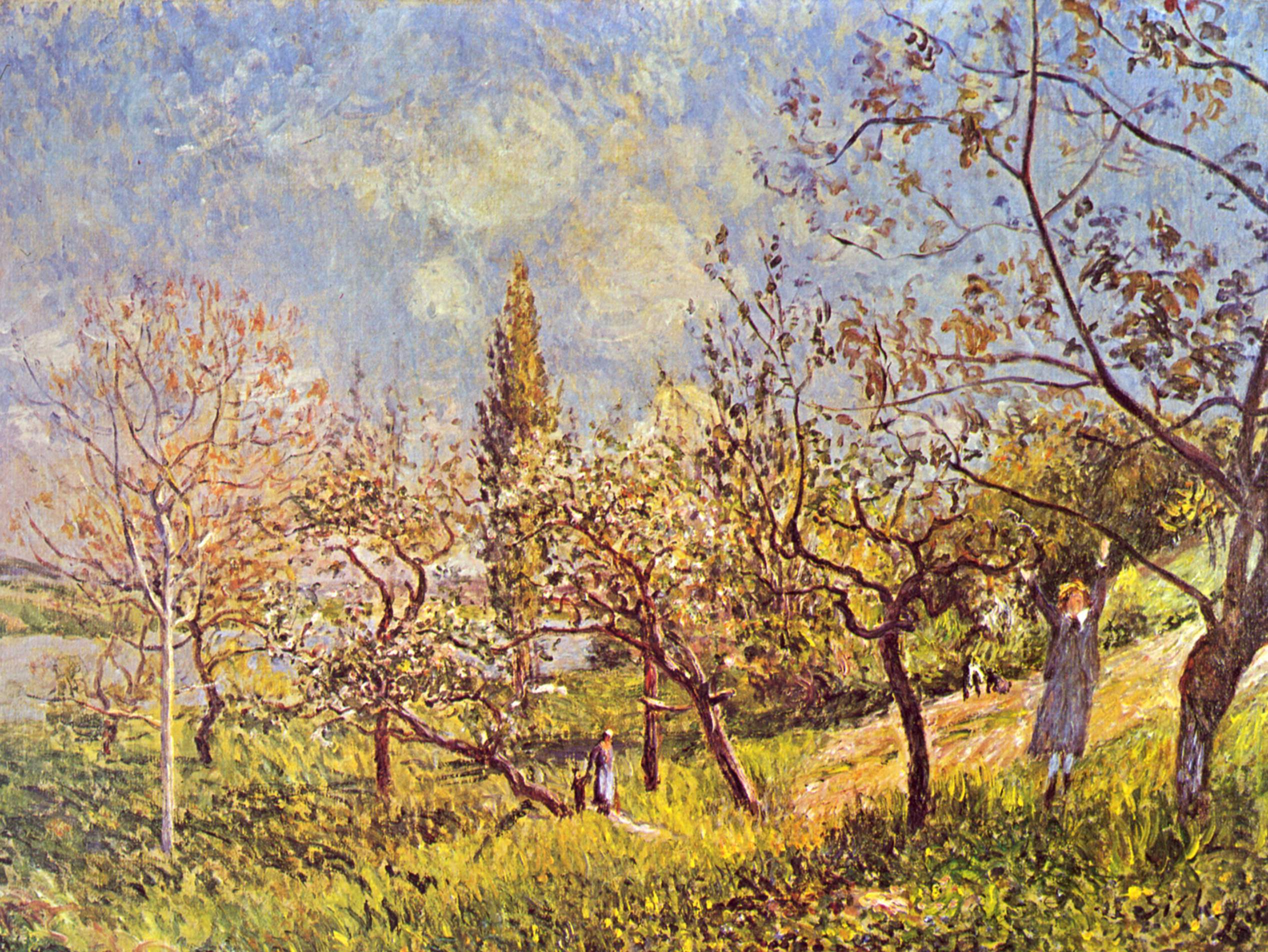
Hort a la primavera, de Alfred Sisley
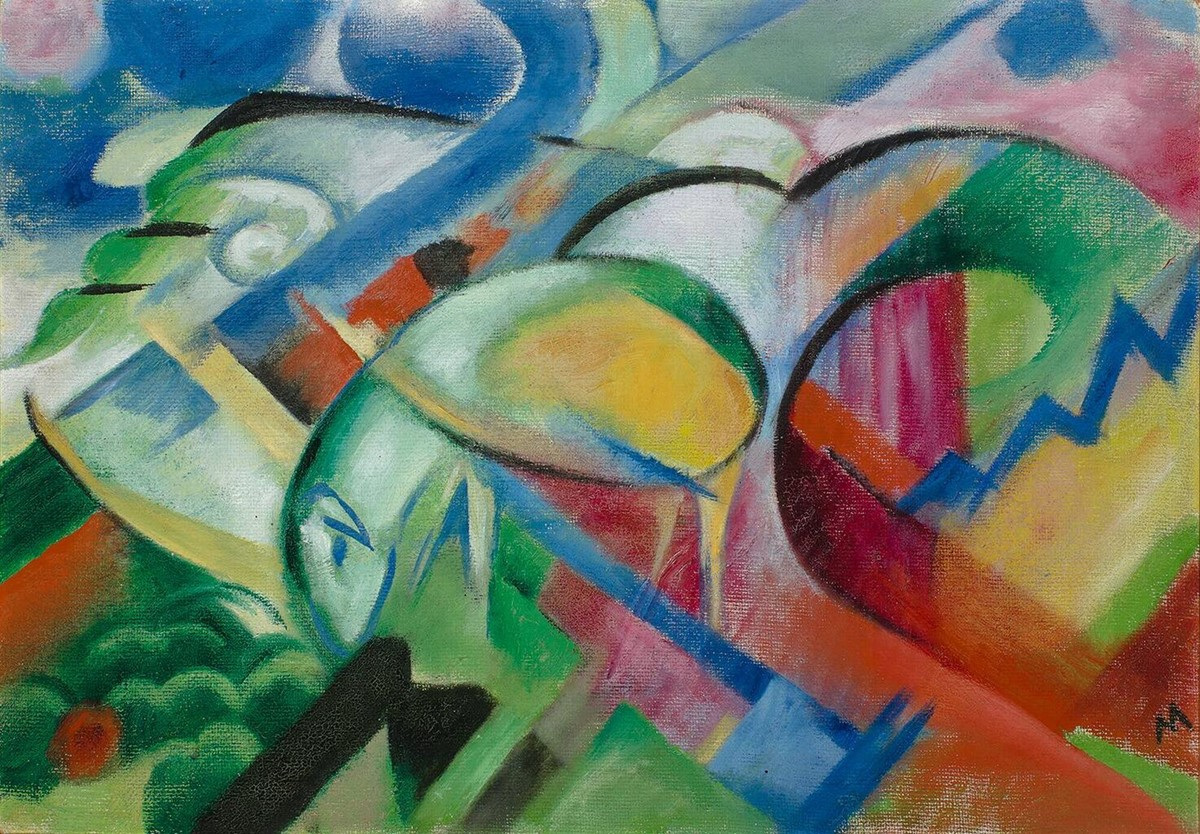
El be, de Franz Marc
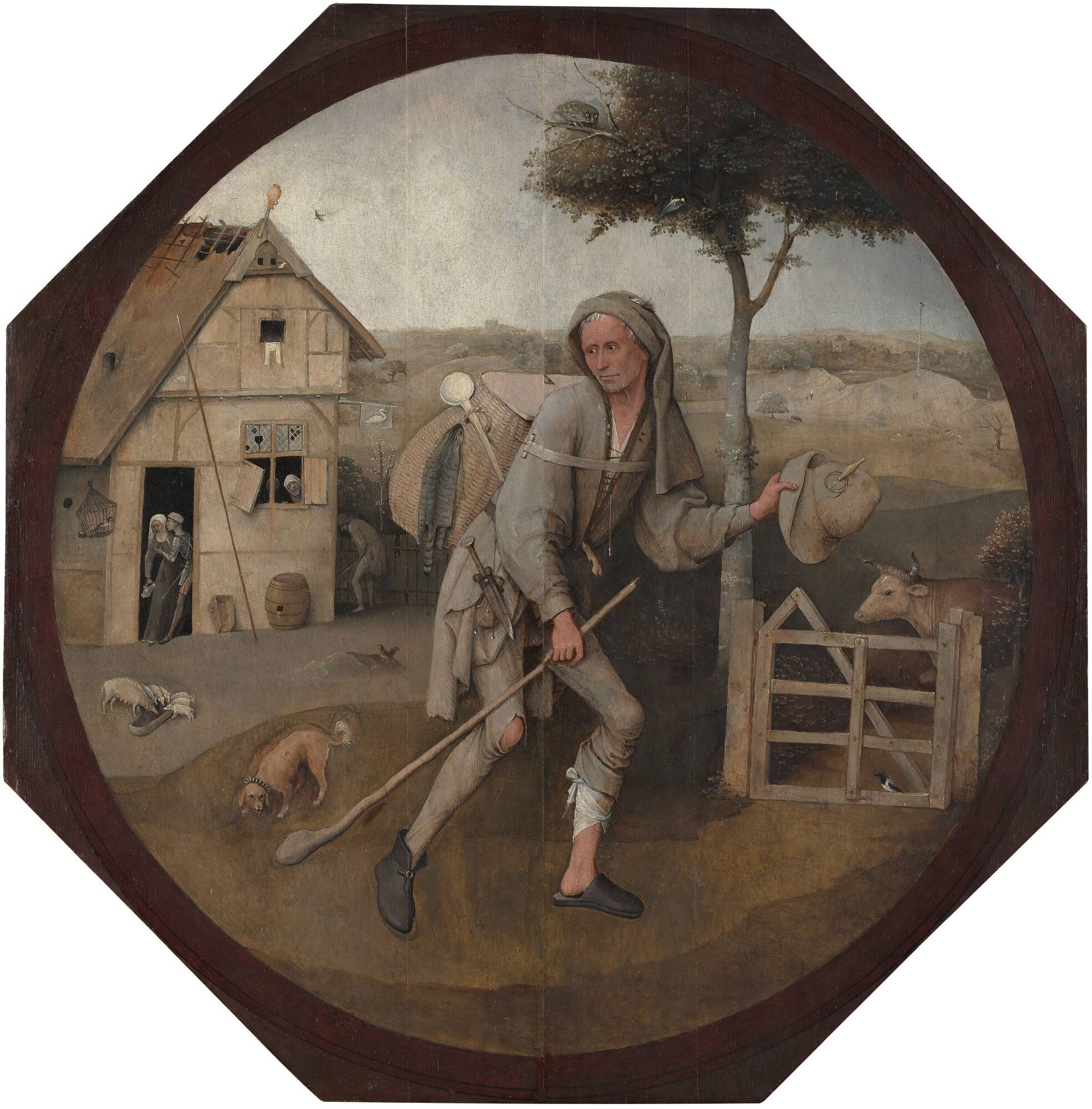
El caminant de Hieronymus Bosch